# Muzeum Regionalne w Słupcy
Muzeum Regionalne w Słupcy, muzeum w Słupcy, założone w 1975, dokumentuje historię miasta i powiatu słupeckiego.

## Historia muzeum
Starania w kierunku utworzenia muzeum regionalnego w Słupcy datuje się jeszcze na okres międzywojenny, kiedy to burmistrz Tadeusz Parys za zgodą rady miejskiej zainicjował poszukiwania pamiątek i przedmiotów związanych z historią miasta i regionu. Jednak faktyczne podwaliny pod zaistnienie muzeum położyła wystawa, zorganizowana z inicjatywy słupeckiego Liceum Ogólnokształcącego, a zatytułowana "Słupca w dawnych wiekach". Po wielu apelach, kierowanych do włodarzy miasta przez zwiedzających, zamieniono ją w Muzeum Regionalne. Ostatecznie, staraniem Wojciecha Sypniewskiego muzeum otwarto w 1975 roku w budynku na słupeckim rynku, pod nr 18. Nadzór nad muzeum sprawowało początkowo Muzeum Narodowe w Poznaniu, a po utworzeniu województwa konińskiego Muzeum Okręgowe w Koninie.

## Eksponaty
Wśród eksponatów zgromadzonych przez słupeckie muzeum znajdują się zabytki etnograficzne, insygnia władzy wójtowskiej, militaria z okresu powstań narodowych, a także dokumenty cechowe i prehistoryczne urny.
Muzeum organizuje także wystawy malarskie oraz ekspozycje czasowe, a ponadto czynnie uczestniczy w życiu kulturalnym miasta.

## Galeria

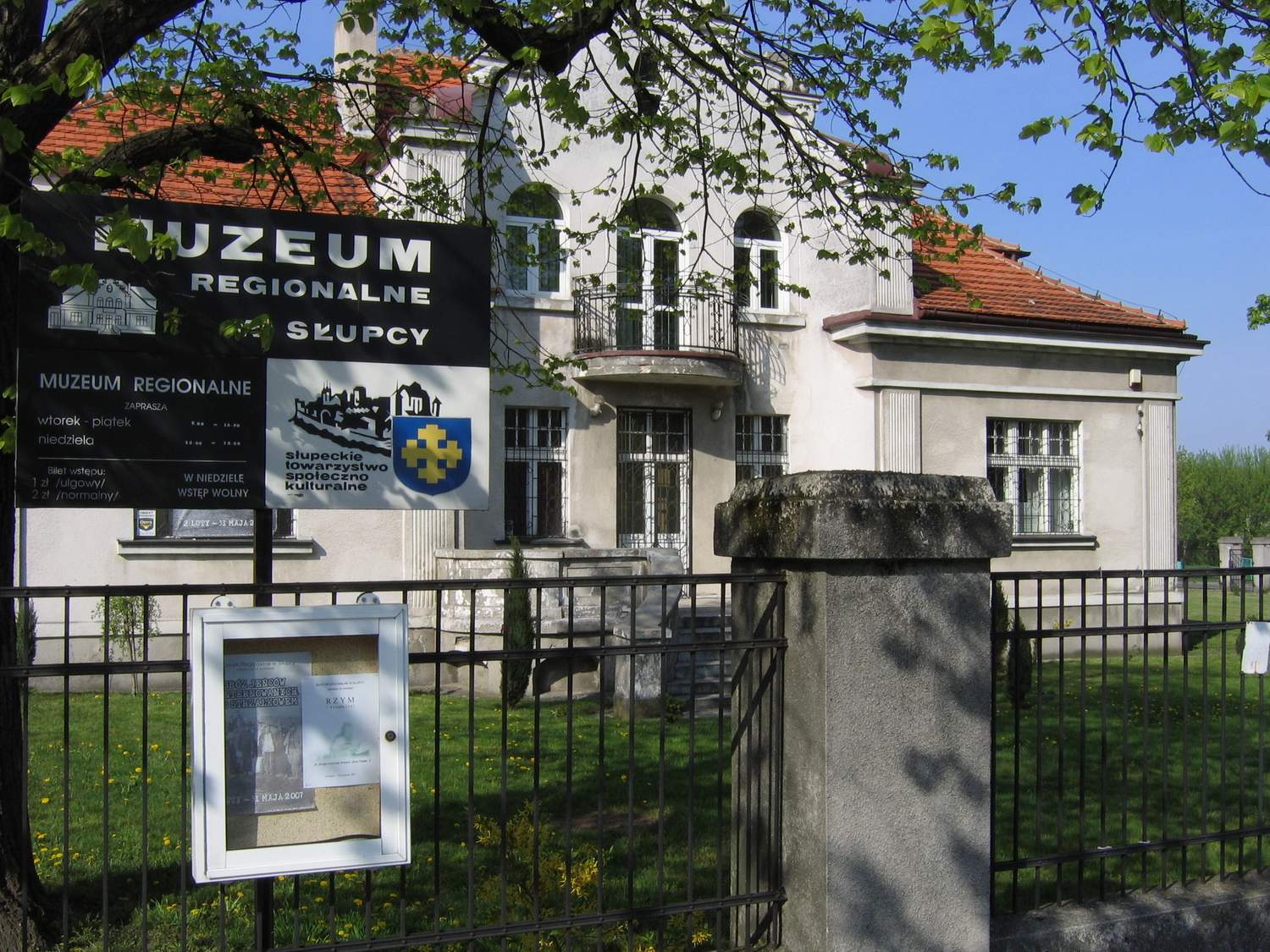
Muzeum Regionalne w Słupcy 2007 r.